# Adenopleurella brevipes
Adenopleurella brevipes is een eenoogkreeftjessoort uit de familie van de Adenopleurellidae. De wetenschappelijke naam van de soort is voor het eerst geldig gepubliceerd in 1990 door Huys.